# Plymouth Neon
Plymouth Neon – samochód osobowy klasy kompaktowej produkowany pod amerykańską marką Plymouth w latach 1994–2000.

## Pierwsza generacja

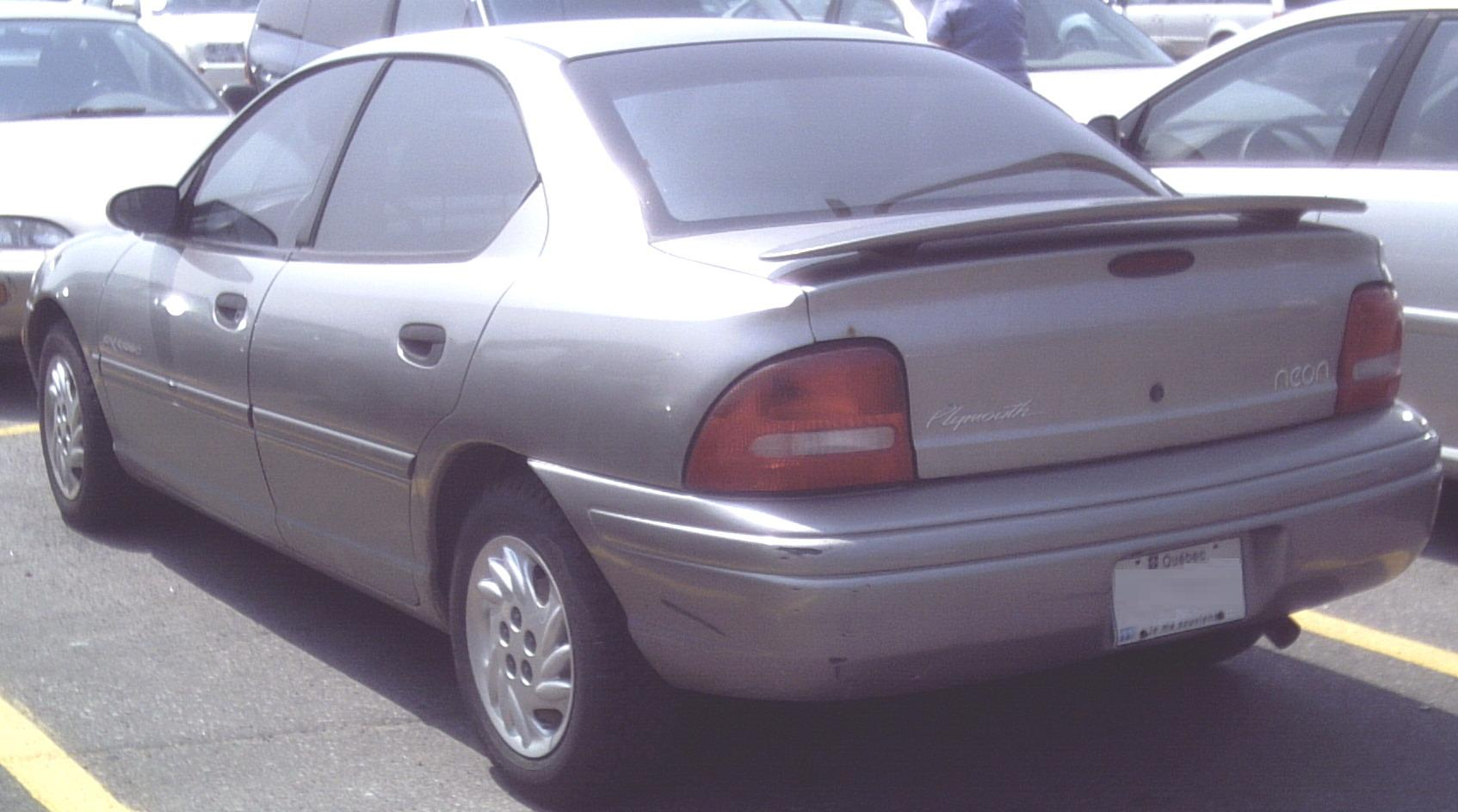
Plymouth Neon I – tył

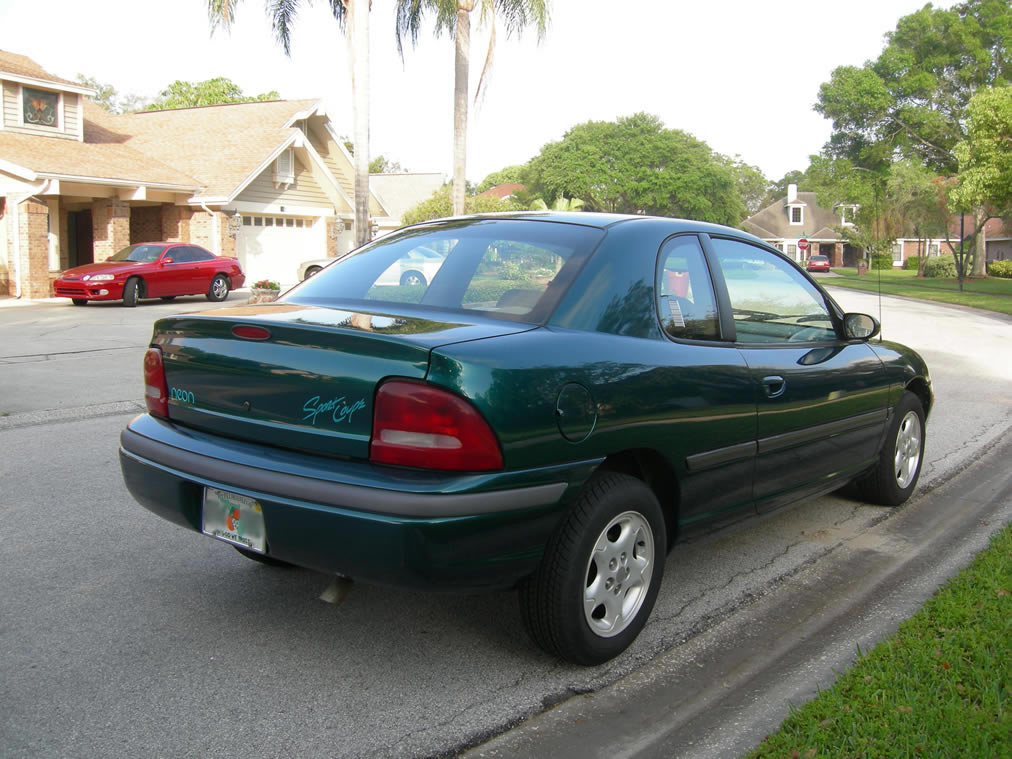
Plymouth Neon I Coupe

Plymouth Neon I został zaprezentowany po raz pierwszy w 1994 roku.
W styczniu 1994 roku koncern Chryslera zaprezentował zupełnie nowe, zbudowane od podstaw bliźniacze kompaktowe sedany pod nazwą Neon. Na rodzimym rynku Stanów Zjednoczonych, a ponadto w Kanadzie, oferowano je pod dwiema markami.
Plymouth Neon pełnił rolę budżetowego, tańszego i ubożej wyposażonego wariantu, z kolei Dodge Neon oferowany był z dłuższą listą opcji wyposażenia. Ponadto, w Europie i Australii Dodge Neon dostępny był pod trzecią marką koncernu – jako Chrysler Neon.
Plymouth Neon pierwszej generacji oferowany był zarówno jako 4-drzwiowy sedan, jak i 2-drzwiowe coupé.

### Silniki
- L4 1.8l
- L4 2.0l

## Druga generacja

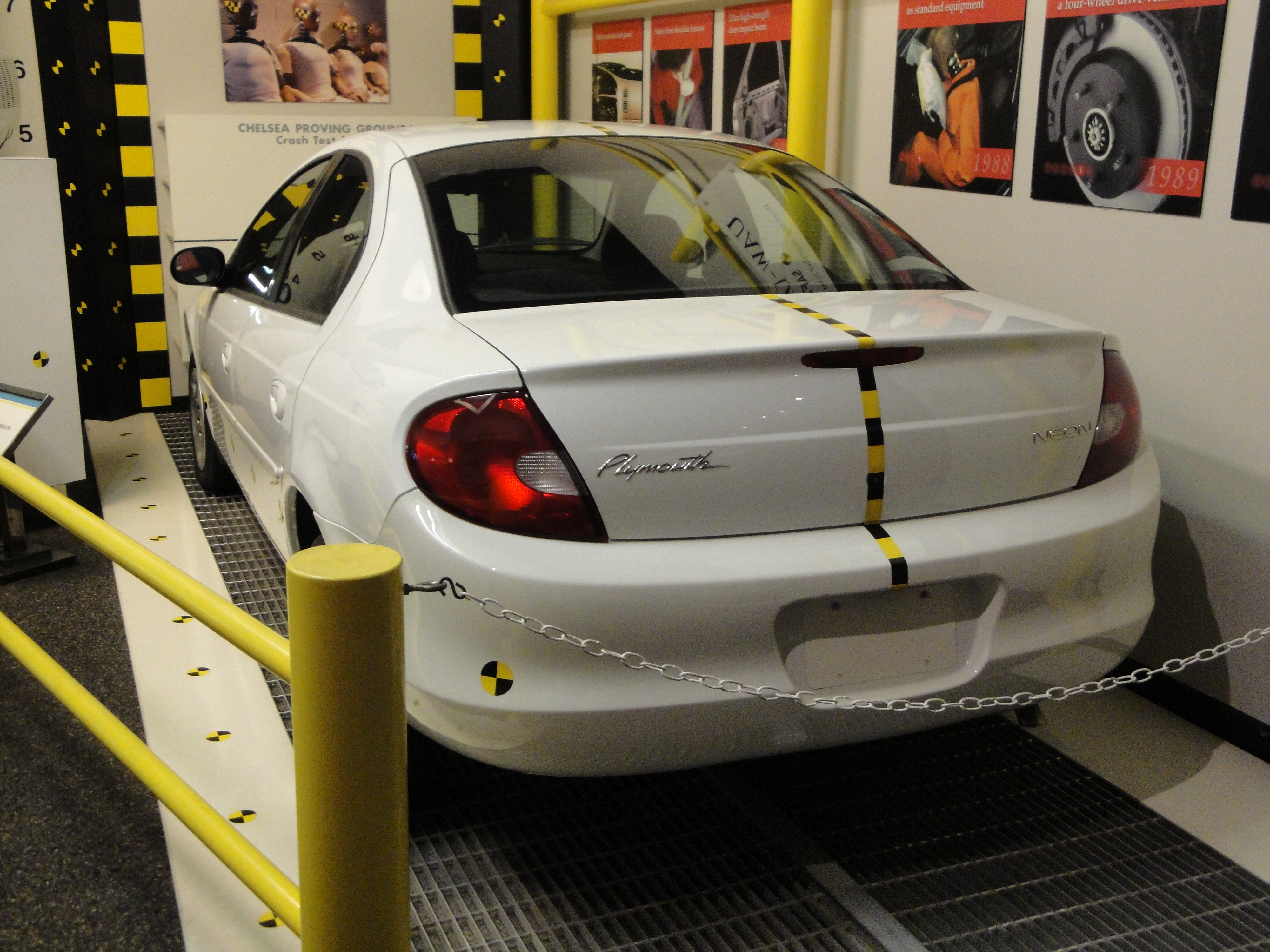
Plymouth Neon II – tył

Plymouth Neon II został zaprezentowany po raz pierwszy w 1999 roku.
Drugie wcielenie Plymoutha Neona zostało zaprezentowane równolegle z bliźniaczym Dodge’em Neonem w 1999 roku. Podobnie jak w przypadku poprzednika, producent zdecydował się na zachowanie minimalnych różnic wizualnych między modelami – wariant Plymoutha różnił się jedynie innym znaczkiem na atrapie chłodnicy i stylizowaną nazwą producenta na klapie bagażnika. W ofercie zabrakło 2-drzwiowego coupé.
Wariant Plymoutha dalej pozycjonowany był jako tańsza, ubożej wyposażona, budżetowa alternatywa dla bliźniaczego modelu Dodge’a. Z tego względu zabrakło w ofercie odpowiednika sportowego Neona SRT-4.

### Koniec produkcji
Produkcja Plymoutha Neona II zakończyła się przedwcześnie już rok po premierze, pod koniec 2000 roku, z powodu bankructwa spółki Plymouth i przeprowadzenia jej likwidacji przed ówczesny koncern Chrysler Corporation. Produkcja bliźniaczego Dodge’a Neona wraz z europejskim wariantem pod marką Chryslera trwała do 2005 roku.

### Silniki
- L4 1.8l
- L4 2.0l